# فيليس بروكس
فيليس بروكس (بالإنجليزية: Phyllis Brooks)‏ هي عارضة وممثلة أمريكية، ولدت في 18 يوليو 1915 في الولايات المتحدة، وتوفيت بنفس المكان في 1 أغسطس 1995.

## أعمال

### أفلام
- (1937) علي بابا يذهب إلى البلدة
- (1937) في شيكاغو القديمة

## وصلات خارجية
- فيليس بروكس على موقع IMDb (الإنجليزية)
- فيليس بروكس على موقع ألو سيني (الفرنسية)
- فيليس بروكس على موقع أول موفي (الإنجليزية)
- فيليس بروكس على موقع قاعدة بيانات برودواي على الإنترنت (الإنجليزية)
- فيليس بروكس على موقع قاعدة بيانات الأفلام السويدية (السويدية)
- فيليس بروكس على موقع إن إن دي بي (الإنجليزية)
- فيليس بروكس على موقع قاعدة بيانات الفيلم (الإنجليزية)
- فيليس بروكس على موقع كينوبويسك (الروسية)